# Aníbal Álvarez
Aníbal Álvarez Lapera (Ciego de Ávila, 25 maggio 1995) è un calciatore cubano, centrocampista del Ciego de Ávila e della Nazionale cubana.

## Carriera

### Nazionale
Ha debuttato in Nazionale il 25 febbraio 2019, nell'amichevole Cuba-Bermuda (2-2). Ha messo a segno la sua prima rete con la maglia della Nazionale il 27 febbraio 2019, nell'amichevole Cuba-Bermuda (5-0), in cui ha siglato la rete del momentaneo 4-0 al minuto 82. Ha partecipato, con la Nazionale, alla CONCACAF Gold Cup 2019.